# لورين ولز
لورين ولز (بالإنجليزية: Lauren Wells)‏ (3 يوليو 1988 في المملكة المتحدة - ) هي لاعبة كرة قدم بريطانية في مركز حراسة المرمى. شاركت مع منتخب ويلز لكرة القدم للسيدات. أما مع النوادي، فقد لعبت مع نادي أرسنال للسيدات وBristol City W.F.C. ‏ وGwalia United F.C. ‏ وTeam Bath F.C. ‏.

## وصلات خارجية
- لورين ولز على موقع الاتحاد الأوربي (الإنجليزية)